# Михајло Грушевски
Михајло Сергијович Грушевски (укр. Михайло Сергійович Грушевський; 29. септембар 1866 — 24. новембар 1934) био је украјински академик, политичар, историчар и државник који је био једна од најзначајнијих личности украјинског националног препорода раног 20. века. Грушевски се често сматра највећим модерним историчарем земље, најистакнутијим организатором школства, вођом предреволуционарног украјинског националног покрета, шефом Централне раде (украјинског револуционарног парламента 1917–1918) и водећом културном фигуром у Украјинској ССР током 1920-их.

## Младост
Грушевски је рођен 29. септембра 1866. у украјинској племићкој породици у Хелму, у Конгресној Пољској, аутономној држави у Руској Империји. Грушевски је одрастао у Тбилисију, где је похађао локалну школу. Његова духовна домовина постало је Подоље, у области села Сестринивка, Подољска губернија. Тамо је рођена његова мајка, Глафира Захаривна Окопова, у породици православних свештеника. Глафира се удала за Сергија Фјодоровича Грушевског, који је дошао у Хелм да предаје руски језик у грчко-католичкој гимназији 1865. Отац Сергија Федоровича, Федир Грушевски, био је високо одликовани званичник (његове награде укључују два ордена Свете Ане и Бронзани крст, и племићка титула). По упису на Универзитет Свети Владимир, у Кијеву, Михајло је добио благослов од свог деде који је дипломирао на историјском одсеку овог универзитета. Михајло је топло говорио о својим родитељима и описао их као праве патриоте Украјине, који су успели да својој деци усаде осећај националног поноса. 

## Историчар
Грушевски је написао своју прву академску књигу, Барско староство: историјске белешке: XV-XVIII, о историји украјинског Бара. Као историчар, аутор је прве детаљне научне синтезе украјинске историје, своје десетотомне Историје Украјине-Русије, која је објављена на украјинском језику и покрива период од преисторије до 1660-их. У раду је балансирао посвећеност обичном украјинском народу са уважавањем домаћих украјинских политичких ентитета, аутономних држава, које се стално повећавало у завршним књигама његовог мастер рада. Уопштено говорећи, његов приступ је комбиновао рационалистичке и просветитељске принципе са романтистичком посвећеношћу циљу нације и позитивистичком методологијом да би произвео високо ауторитативну историју своје родне земље и народа. Грушевски је такође написао вишетомну Историју украјинске књижевности, Оквирну историју украјинског народа и веома популарну Илустровану историју Украјине, која се појавила у украјинским и руским издањима. Поред тога, написао је бројне специјализоване студије у којима је показао веома акутну критичку оштроумност. Његова лична библиографија има преко 2000 засебних наслова.
У разноврсним историјским списима Грушевског до изражаја долазе извесне основне идеје. Прво, видео је континуитет у украјинској историји од древних времена до своје садашњости. Тако је он тврдио да су древне украјинске степске културе од Скитије до Кијевске Русије и Козака део украјинског наслеђа. Он је Галичко-волинску државу посматрао као јединог легитимног наследника Кијевске Русије, која се супротстављала званичној шеми руске историје, која је полагала право на Кијевску Русију за Владимир-суздаљску кнежевину и царску Русију. Друго, да би дао праву дубину континуитету, Грушевски је истакао улогу обичног народа, народних маса како их је називао, током свих епоха. Стога су народне побуне против разних страних држава које су владале Украјином такође биле главна тема. Треће, Грушевски је увек истицао домаће украјинске факторе пре него међународне као узроке разних појава. Дакле, он је био анти-норманиста, који је истицао словенско порекло Руса, унутрашњи раздор као примарни разлог за пад Кијевске Русије и староседеоце украјинске етничке структуре и порекло украјинских Козака. (Он је сматрао одбегле кметове посебно важним у последњем погледу.) Такође, он је истакао национални аспект украјинске ренесансе 16. и 17. века и сматрао да је велика побуна Богдана Хмељницког и Козака против Државне заједнице Пољске и Литваније углавном национални и друштвени феномен, а не само религиозни феномен. Дакле, нативизам континуитета и популизам карактеришу његове опште историје.
О улози државности у историјској мисли Грушевског, савремени историчари се још увек не слажу. Неки верују да је Грушевски током своје каријере задржао популистичко неповерење у државу и да се то одражавало у његовим дубоким демократским уверењима, али други верују да се Грушевски постепено опредељивао све више за украјинску државност у својим разним списима и да се то битно одразило у његовом политичком раду на изградњи Украјинске националне државе, током револуције 1917. и 1918. године.

## Академик
Као организатор стипендија, Грушевски је надгледао трансформацију Књижевног друштва Шевченко, са седиштем у покрајини Галичина (Галиција), Аустроугарска, у ново Шевченково научно друштво, које је објавило стотине томова научне литературе пре Првог светског рата и брзо је почело да служи као незванична академија наука за Украјинце са обе стране границе са Русијом. Након Руске револуције 1905. године, Грушевски је 1907. у Кијеву организовао Украјинско научно друштво које је послужило као прототип будуће Академије наука. После револуције 1917-1921, основао је Украјински социолошки институт у изгнанству у Бечу. Након повратка у Украјину 1920-их, постао је главна личност нове Свеукрајинске академије наука у Кијеву 1923. године.

## Политичар

### Пре 1917. године
Као политички лидер, Грушевски је најпре постао активан у аустријској Галичини, где је говорио против пољске политичке превласти и русинског партикуларизма и подржавао национални украјински идентитет који би ујединио и источне и западне делове земље. Године 1899. био је суоснивач Националне демократске партије са седиштем у Галицији, која се радовала коначној украјинској независности. После 1905. Грушевски је саветовао украјински клуб у руској државној думи, односно парламенту.

### Украјинска револуција
Године 1917. Грушевски је изабран за шефа револуционарног парламента, Украјинске централне раде, у Кијеву и постепено га је водио од украјинске националне аутономије унутар демократске Русије до потпуне независности. Председавао је Конгресом народа Русије. Тада се јасно показало да је Грушевски радикални демократа и социјалиста. Њујорк тајмс је 17. фебруара 1918. објавио чланак Грушевског који је описао борбу Украјине за независност. После пуча генерала Павела Скоропадског, сакрио се. Грушевски је сматрао да је Скоропадски изопачио ствар украјинске државности повезујући је са друштвеним конзерватизмом. Грушевски се вратио у јавну политику након што је Директоријум збацио Скоропадског. Он, међутим, није одобравао Директориј и убрзо се нашао у сукобу са њим. Године 1919. емигрирао је у Беч, у Аустрију, пошто је од Украјинске партије социјалистичких револуционара добио мандат да координира активности њених представника у иностранству.

### Емиграција и повратак у Украјину
Док је био емигрант, Грушевски је почео да постаје пробољшевички оријентисан. Заједно са осталим члановима Украјинске партије социјалистичких револуционара формирао је Страну делегацију Украјинске партије социјалистичких револуционара која се залагала за помирење са бољшевичком владом. Иако је група била критична према бољшевицима, посебно због њиховог централизма и репресивних активности у Украјини, сматрала је да се критике морају оставити по страни јер су бољшевици били вође међународне револуције. Грушевски и његова група поднели су петицију влади Украјинске ССР да легализује Украјинску партију социјалистичких револуционара и да омогући повратак члановима иностране делегације. Влада Украјинске ССР није била вољна да то учини. До 1921. године, страна делегација Украјинске партије социјалистичких револуционара је завршила са радом, али су се сви њени чланови вратили у Украјину, укључујући и Грушевског, који је то учинио 1924.

## Касније живот и смрт
Вративши се у Украјину, Грушевски се концентрисао на академски рад. Изнад свега, наставио је да пише своју монументалну Историју Украјине-Русије. Иако су политички услови спречили његов повратак у јавну политику, био је захваћен стаљинистичком чистком украјинске интелигенције. Године 1931, после дуге кампање против Грушевског у совјетској штампи, протеран је у Москву, где му се здравље погоршало услед тешких услова и прогона. Године 1934. године, на одмору у одмаралишту Академије наука у Кисловодску на Кавказу, умро је убрзо после рутинске мање операције у 68. години. Сахрањен је на Бајковском гробљу у Кијеву.
У време његове смрти, био је у сенци совјетске тајне полиције ГПУ након што су извештаји (вероватно измишљени од стране ГПУ-а у Украјини) послани у Москву која је сумњала у његов пребег на Запад, а након тога владина резолуција и одобрење његове званичне читуље објављена је изузетно брзо, као да је већ припремљена: сумњиве околности су га заправо учиниле мучеником за украјинску ствар.

## Наслеђе
Грушевски се тренутно сматра највећим украјинским историчаром 20. века и једним од најистакнутијих украјинских државника у историји Украјине, а и даље је популаран у Украјини. Хрушевски је сматран више лавовскији него што су то били Володимир Виниченко и Симон Петљура упркос томе што су обојица играли важније улоге током Украјинске НР, јер је Виниченко био превише левичарски опредељен а Петљура превише повезан са насиљем да би имали добру симболичну фигуру.
Портрет Грушевског појављује се на новчаници од 50 гривна. Њему су посвећени један музеј у Кијеву и још један у Лавову а у оба града су му подигнути споменици. Улица у Кијеву носи његово име, у њој се налази зграда Врховне раде (парламента) и многе владине канцеларије. Украјинска академија наука недавно је иницирала објављивање његових Сабраних дела, у 50 томова.

## Породица
Михајло Грушевски је имао брата Олександра и сестру Гану.
- Олександр Грушевски (1877–1943) био је ожењен Олгом Грушевском (Парфененко) (1876–1961).
- Гана Шамрајева је имала двоје деце, Сергија и Олгу.

Његова супруга Марија-Ивана Грушевска (8. новембар 1868 – 19. септембар 1948) је од 1917. била члан Централне раде и благајник Украјинског народног позоришта.

## Додатни извори
- Dmytro Doroshenko, "A Survey of Ukrainian Historiography," Annals of the Ukrainian Academy of Arts and Sciences in the US, V-VI, 4 (1957), 262-74: online.
- Prymak, Thomas M. (1987). Mykhailo Hrushevsky: The Politics of National Culture. Toronto: University of Toronto Press. ISBN 978-0-8020-5737-2.
- Wynar, Lubomyr R. (1988). Mykhailo Hrushevsky: Ukrainian-Russian Confrontation in Historiography. Toronto-New York-Munich: Ukrainian Historical Association..
- Thomas M. Prymak, "Mykhailo Hrushevsky in History and Legend," Ukrainian Quarterly,LX, 3-4 (2004), pp. 216–30. A brief summary of this author's views.
- Plokhy, Serhii (2005). Unmaking Imperial Russia: Mykhailo Hrushevsky and the Writing of Ukrainian History. Toronto: University of Toronto Press. ISBN 978-0-8020-3937-8.
- Pyrig, Ruslan. Mykhailo Grushevsky and the Bolshevik Rule: The Price of Compromises in Zerkalo Nedeli, September 30, 2006. Available in Russian and Ukraine
- Christopher Gilley, The 'Change of Signposts' in the Ukrainian Emigration. A Contribution to the History of Sovietophilism in the 1920s, Ibidem: Stuttgart, 2009, Chapter 4.